# Östersund Staaren pride
Östersund Staaren Pride är en årligt återkommande festival som arrangeras av RFSL Jämtland Härjedalen.
Festivalen har drivits i nuvarande format sedan 2017, med en blandning av fest, kultur och politik. Den syftar till att göra Östersund och region Jämtland Härjedalen till en bättre och mer inkluderande plats att leva på.
Ett särskilt fokus för Östersund Staaren Pride är att skapa inkluderande mötesplatser för queera samer. Dels för att Pridefestivalen sker i en urfolksregion, dels för att queera samer tillhör dubbla minoriteter.
2018 samarrangerades Östersund Pride med Sápmi Pride.